# フェリス女学院短期大学
フェリス女学院短期大学（ふぇりすじょがくいんたんきだいがく、英語: Ferris Women's Junior ColleまたはFerris Junior College）は、神奈川県横浜市中区山手町68に本部を置いていた日本の私立大学である。1950年に設置され、1990年に廃止された。大学の略称はフェリス短大。

## 概要

### 大学全体
- 神奈川県横浜市中区に所在した日本の私立短期大学で、設置主体は学校法人フェリス女学院[2]。
- 国内で最初に認可された短期大学149校[注 2]の1校として、1950年に2学科体制で開学した[3]。
- 当初は、家政科・英文科が設けられ、その翌年に音楽科が設けられた。1965年度入学生より2学科体制に短縮。
- 1988年度の入学生を最後に[注釈 2]、1990年に短期大学としての使命を終える[注釈 3]。

### 教育および研究
- 廃止寸前における専門教育は音楽となっていた。それ以前には、家政学や英文学に関する専門教育もおこなっていた。

### 学風および特色
- アメリカ人女性宣教師、メアリー・E・キダーの思想に基づいた教育が行われていたことから、キリスト教思想に則った教育が行われていた。

## 沿革
- 1870年
  - メアリー・E・キダー、外国人居留地39番のヘボン施療所で授業開始
- 1875年
  - 山手178番に校舎落成、「フェリス・セミナリー」と名付ける
- 1889年
  - 校名を「フェリス和英女学校」に変更
- 1941年
  - 戦時下、校名を「横浜山手女学院」に変更
- 1947年
  - 専門学校（旧制：英文科、家政科、音楽科）を設置。
- 1949年
  - 10月 文部省[注釈 4]に短期大学[注 3]の設置認可に関する申請を行う[注 4]。なお、学科・専攻は以下の通りとなっている[注 5]。
    - 英文科 入学定員40
    - 家政科 入学定員30
    - 音楽科 入学定員15
- 1950年
  - 3月14日 左記を以て短期大学の設置が文部省[注釈 4]より認可される[注 6]。
  - 4月1日 左記を以てフェリス女学院短期大学が以下の学科体制にて開学する[注 7]。
    - 英文科 入学定員40名→80名
    - 家政科 入学定員30名→40名
    - 音楽科 入学定員15名→不認可
- 1951年
  - 1月19日 フェリス女学院が学校法人として認可される[15]。
  - 4月1日 以下の学科を増設する[16]。
    - 音楽科 入学定員15名
- 1954年
  - 4月1日 家政科の入学定員を40→20に減員[注 8]。
  - 5月1日 学生数[19]/定員
    - 英文科 92[注釈 5]/80
    - 家政科 66[注釈 5]/60
    - 音楽科 39[注釈 5]/30
- 1955年
  - 3月30日 専攻科の設置が認可され、以下の専攻課程を置く[注 9]。
    - 音楽専攻 入学定員10名
- 1957年
  - 4月1日 学科の入学定員を以下の通り増員行する[注 10]。
    - 英文科 40→80
    - 家政科 20→60
    - 音楽科 15→25
- 1958年
  - 5月1日 学生数[24]/定員
    - 英文科 188[注釈 5]/160
    - 家政科 155[注釈 5]/120
    - 音楽科 58[注釈 5]/50
- 1964年
  - 4月1日 英文科の学生募集を最終とする[注 11]。
  - 5月1日 学生数[27]/定員
    - 英文科 397[注釈 5]/160
    - 家政科 318[注釈 5]/120
    - 音楽科 59[注釈 5]/50
- 1965年
  - 5月1日 学生数[28]/定員
    - 英文科 195[注釈 5]/80
    - 家政科 340[注釈 5]/120
    - 音楽科 59[注釈 5]/50
- 1966年
  - 3月31日 左記をもって英文科が正式に廃止となる[29]。
- 1976年
  - 4月1日 音楽科の入学定員を25[30]→50に増員し、なおかつ以下の通り専攻分離する[31]。
    - 器楽専攻 入学定員25名[注釈 6]
    - 声楽専攻 入学定員25名[注釈 6]

  - 5月1日 学生数[33]/定員
    - 家政科 440[注釈 5]/200
    - 音楽科 240[注釈 5]/75
- 1981年
  - 家政科の入試競争率が15.0倍を記録した。ちなみに、音楽科は6.2倍となっていた[34]。
- 1987年
  - 4月1日 家政科の学生募集を最終とする。
  - 5月1日 学生数[35]/定員
    - 家政科 297[注釈 5]/200
    - 音楽科 149[注釈 5]/100
- 1988年
  - 4月1日 この年度で学生募集を最終とする[注釈 2]。
  - 5月1日 学生数[36]/定員
    - 家政科 104[注釈 5]/100
    - 音楽科 104[注釈 5]/100
- 1989年
  - 5月1日 学生数[37]/定員
    - 音楽科 48[注釈 5]/50
- 1989年
  - 10月12日 左記をもって家政科が正式に廃止となる[38]。
- 1990年
  - 5月1日 学生数[39]/定員
    - 音楽科 -/-
- 1990年
  - 12月21日 左記をもって正式に廃止となる[注釈 3]。

## 基礎データ

### 所在地
- 神奈川県横浜市中区山手町68[注釈 1]

### 象徴
- フェリス女学院短期大学のカレッジマークは盾をイメージしており、その中央に「F・S」

の英字頭文字が記されていた。

## 教育および研究

### 組織

#### 学科
- 英文科 入学定員80名[注 12]
- 家政科 入学定員100名[注 13]
- 音楽科
  - 器楽専攻[注釈 7]
  - 声楽専攻[注釈 7]

#### 専攻科
- 音楽専攻 入学定員10名[45]

#### 別科
- なし

#### 取得資格について
- 中学校教諭二級免許状
  - 家庭・保健：家政科[46]
  - 音楽[47]
    - 音楽科
      - 器楽専攻
      - 声楽専攻

  - 英語：英文科[48]
- 当初は中学校教諭ほか高等学校教諭免許状の教職課程を以下の通り併設[注 14]。
  - 家庭・保健：家政科
  - 音楽
    - 音楽科
      - 器楽専攻
      - 声楽専攻

  - 英語：英文科

### 研究
- 『フェリス女学院短期大学論叢』[51]
- 『フェリス論叢』[52]

## 大学関係者と組織

### 大学関係者一覧
歴代学長
- 山永武雄
- 桑田秀延
- 三宅洋一郎

#### 主な出身者
- 駒井千佳子 - 芸能リポーター
- 平井道子 - 女優・声優
- 田隅靖子 - ピアニスト、京都市立芸術大学名誉教授
- 白井貴子 - シンガーソングライター
- 黛まどか - 俳人
- ミネハハ - 歌手
- 新井瑞穂 - フリーアナウンサー
- 岩坪理江 - 声優
- 大島富士子 - ソプラノ歌手
- 桑原妙子 - 合唱指揮者
- 河野顕子 - 政治家
- 佐渡寧子 - 女優・歌手
- 清水友佳子 - 脚本家
- 富沢志満 - 声優・女優
- 中村由利子 - ピアニスト・作曲家
- 柳瀬房子 - 作家、反地雷活動家

### 系列校
- フェリス女学院大学
- フェリス女学院中学校・高等学校

## 卒業後の進路について

### 就職について
- 音楽科卒業生は、音楽家をはじめ芸術活動で活躍している人もいる。

### 編入学・進学実績
- 系列のフェリス女学院大学以外では玉川大学などがある。

## 関連サイト
- 学校法人フェリス女学院